# Веллер, Александр Абрамович
Александр Абрамович Веллер (19 мая 1897, Санкт-Петербург — 21 мая 1974, Ленинград) — советский ветеринарный хирург, учёный-медик, доктор ветеринарных наук, профессор, полковник ветеринарной службы.

## Биография
Родился 19 мая 1897 года в Санкт-Петербурге в семье ветеринарного врача Абрама (Иосифа) Абрамовича Веллера (1859—1909) и Раисы Наумовны Веллер (урождённая Рубинова, 1864—1934), незадолго до его рождения в том же 1897 году переехавших в столицу из Кириллова Новгородской губернии. После смерти отца (1909) семья возвратилась в Новгород.
Окончил Юрьевский ветеринарный институт. Защитил диссертацию кандидата ветеринарных наук в Ленинградском ветеринарном институте под руководством профессора А. С. Постникова.
В годы Великой Отечественной войны служил начальником второго отдела Ветеринарного научно-исследовательского института Красной Армии в Троицке, хирургом-консультантом; полковник ветеринарной службы. После демобилизации и до конца жизни — профессор и заведующий кафедрой оперативной хирургии Ленинградского ветеринарного института. Награждён орденами Красного Знамени (1943, 1944).
Основные научные труды в области ветеринарной хирургии, в том числе военно-полевой хирургии и рентгенологии. Опубликовал статьи по диагностике заболеваний конечностей, холки и исследованию кишечных камней у лошадей, разработал методику определения места и глубины залегания инородных тел у раненных животных, метод комбинированной аутогемотрансфузии при ранениях лошадей, разработал операции при кишечных камнях у лошадей, занимался также вопросами родовспоможения у крупного рогатого скота; в послевоенные годы занимался главным образом вопросами абдоминальной хирургии. Совместно с А. С. Постниковым написал первое в СССР пособие по ветеринарной военно-полевой хирургии (1933).
Скончался 21 мая 1974 года в Ленинграде. Похоронен рядом с отцом на Преображенском еврейском кладбище в Петербурге.

## Семья
- Жена — Любовь Абрамовна Веллер (урождённая Акодус, 1898—1966), уроженка Рыбинска[3][18].
  - Сын — Иосиф Александрович Веллер (1925—?), офтальмолог, кандидат медицинских наук.
    - Внук — Михаил Иосифович Веллер, писатель.
- Дочь — Татьяна Александровна Веллер (в замужестве Гельфанд, 1933—2006), инженер-строитель.
- Брат — Наум Абрамович Веллер (1895—1938, расстрелян), выпускник Юрьевского ветеринарного института, главный ветеринарный врач Ленинградского областного земельного управления. Племянник — Борис Наумович Веллер, почётный гражданин Мурманска (после ареста родителей воспитывался с сестрой в семье А. А. Веллера).
- Брат — Валентин Абрамович Веллер[укр.] (1901—?), инженер, кандидат технических наук, директор Ворошиловградского тепловозостроительного завода[19].
- Племянник (сын сестры) — Александр Иосифович Рыскин, физик.

## Публикации
- Краткий курс ветеринарной военно-полевой хирургии (с А. С. Постниковым). — М.—Л.: Сельхозгиз, 1933. — 168 с.
- Абдоминальные операции (методическое пособие, с П. И. Панкревым). — Л.: Ленинградский ветеринарный институт, 1967; 2-е издание — там же, 1972.